# Новодомикан
Но́водомика́н — село в Архаринском районе Амурской области, входит в Черниговский сельсовет.
Основано в 1931 г. на левом берегу р. Домикан, от которой и получил название с тем же названием «небольшая самка оленя», а так как в низовьях этой же реки уже существовало село Домикан, к названию было решено добавить приставку «ново-» (см. Домикан).

## География
Село Новодомикан расположено к северо-западу от районного центра Архара, стоит на левом берегу реки Домикан.
Село Новодомикан находится на автодороге, соединяющей автотрассу областного значения «Архара — село Домикан» с автотрассой «Амур», расстояние до федеральной автотрассы — 2 км.
Расстояние до административного центра Черниговского сельсовета села Черниговка (через станцию Домикан Забайкальской железной дороги) — 2 км.
Расстояние до районного центра пос. Архара (через Черниговку) — 34 км.

## Население
| 2002 | 2010 | 2012 | 2013 | 2014 | 2015 | 2016 |
| ---- | ---- | ---- | ---- | ---- | ---- | ---- |
| 129  | ↘70  | →70  | ↗71  | ↘70  | ↘67  | →67  |
| 2017 | 2018 |      |      |      |      |      |
| →67  | ↘62  |      |      |      |      |      |